# إكثار النبات

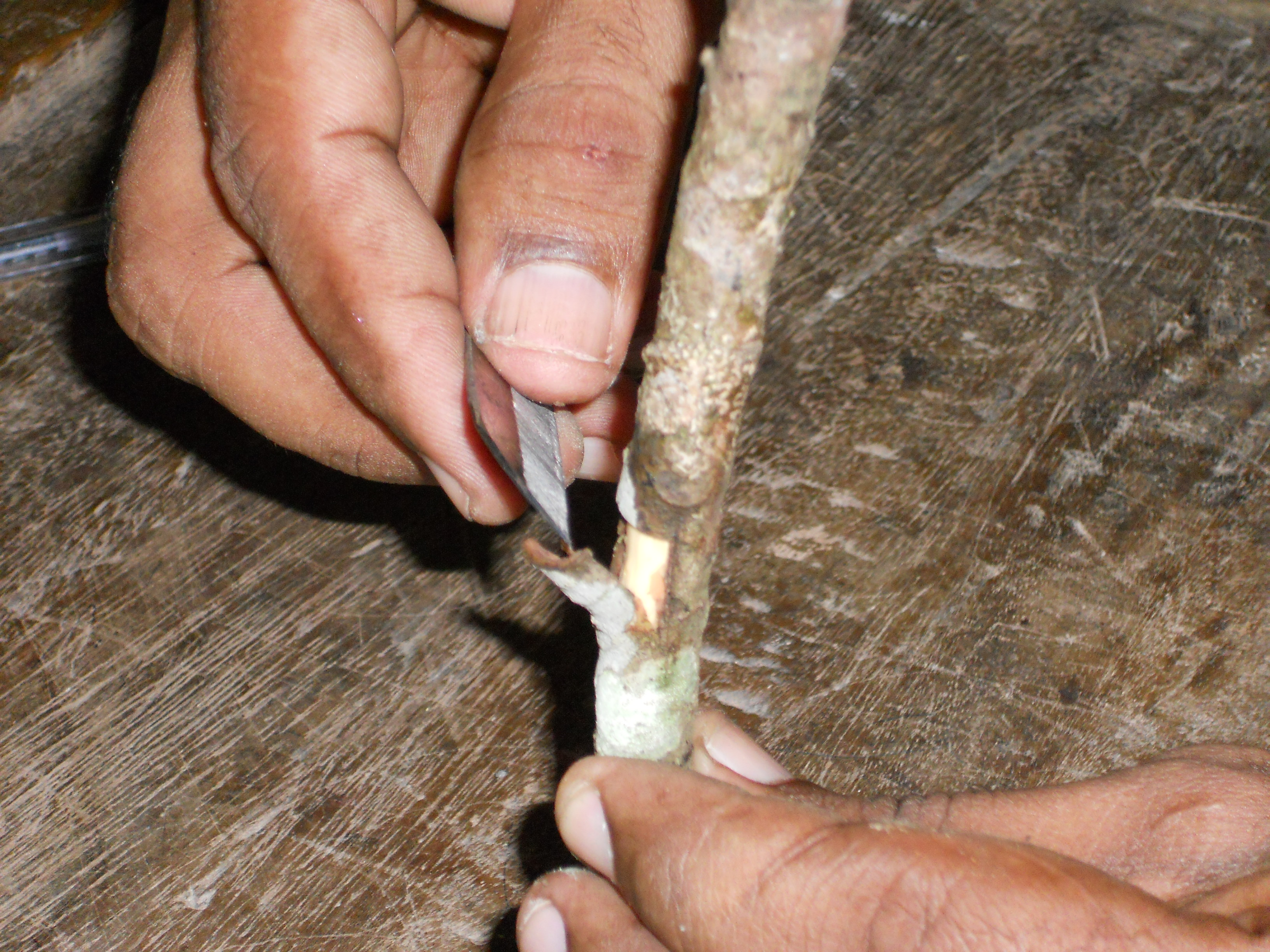
قطع فروع النباتات تجهيزا لتحضيرها للتكاثر بالبراعم

إكثار النبات هو عملية قيام الإنسان بإكثار النباتات أو تسريع تكاثره سواء كان ذلك بواسطة التكاثر اللاجنسي (الإكثار الخضري) أو التكاثر الجنسي.